# 因为爱情 (歌曲)
《因为爱情》是香港歌手王菲和陳奕迅合唱的一首男女对唱单曲，是王菲当时的丈夫李亚鹏与徐静蕾主演的电影《将爱情进行到底》的主题曲。歌曲推出後獲得不少獎項。法国乐队弗雷德乐队曾将这首歌翻译成法语歌《A Force De T'aimer》并演唱。

## 获奖记录
| 年份   | 颁奖礼                         | 奖项                     | 结果 |
| 2011年 | 香港新城电台“新城国语力颁奖礼” | 最佳歌曲奖               | 獲獎 |
| 2011年 | 香港新城电台“新城国语力颁奖礼” | 新城国语力歌曲           | 獲獎 |
| 2011年 | CASH金帆音乐奖                 | 最佳合唱演绎             | 獲獎 |
| 2011年 | 百度音乐                       | 2011年十大音乐作品第二名 | 獲獎 |
| 2011年 | 新加坡金曲奖                   | 933醉心龍虎榜榜十大金曲  | 獲獎 |
| 2012年 | 第四届华语金曲奖               | 十大华语金曲             | 獲獎 |
| 2012年 | 第四届华语金曲奖               | 年度最佳国语歌曲         | 提名 |
| 2012年 | 第四届华语金曲奖               | 年度最佳作曲人           | 提名 |
| 2012年 | 第十一届CCTV-MTV音乐盛典       | 年度最受欢迎金曲         | 獲獎 |
| 2012年 | 第十二届音乐风云榜年度盛典     | 最佳影视歌曲             | 獲獎 |
| 2012年 | 第八届中国金唱片奖             | 金曲奖                   | 獲獎 |
| 2012年 | 第十一届中国原创音乐流行榜     | 最优秀合唱歌曲奖         | 獲獎 |
| 2012年 | 流行音乐全金榜                 | 加拿大中文电台点播冠军   | 獲獎 |
| 2012年 | 華語音樂傳媒大獎               | 年度最佳国语歌曲         | 獲獎 |
| 2012年 | MY Astro至尊流行榜頒獎典禮     | 至尊金曲25大             | 獲獎 |